# Literaturjahr 1987
Liste der Literaturjahre

◄◄ | ◄ | 1983 | 1984 | 1985 | 1986 | Literaturjahr 1987 | 1988 | 1989 | 1990 | 1991 | ► | ►►

Weitere Ereignisse

## Ereignisse
- 14. Februar: Nach dem Tod der Autorin Joan Lindsay wird trotz Protesten ihres Agenten John Taylor vom australischen Verlag Angus and Robertson das letzte Kapitel ihres Bestsellers Picnic at Hanging Rock (Picknick am Valentinstag) veröffentlicht – 20 Jahre nach dem Erscheinen des Romans.

### Literaturpreise

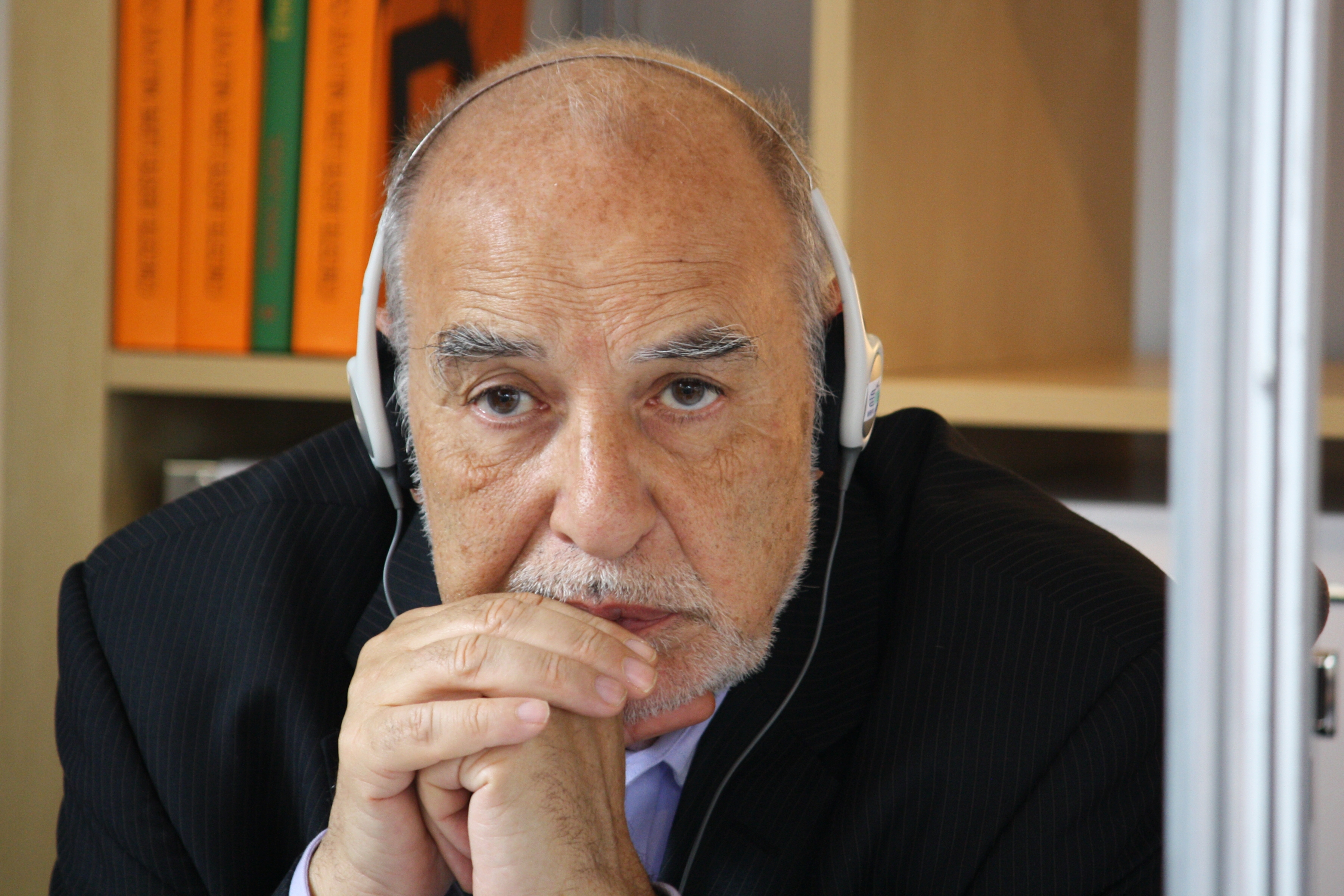
Tahar Ben Jeloun

- Literaturnobelpreis: Joseph Brodsky[1][2]

- Nebula Award

- Pat Murphy, The Falling Woman, Die Geisterseherin, Kategorie: Bester Roman
- Kim Stanley Robinson, The Blind Geometer, Der blinde Geometer, Kategorie: Bester Kurzroman
- Pat Murphy, Rachel in Love, Rachel verliebt sich auch: Rachel ist verliebt, Kategorie: Beste Erzählung
- Kate Wilhelm, Forever Yours, Anna, In Liebe, Anna, Kategorie: Beste Kurzgeschichte

- Hugo Award

- Orson Scott Card, Speaker for the Dead, Sprecher für die Toten, Kategorie: Bester Roman
- Robert Silverberg, Gilgamesh in the Outback, Gilgamesh im Outback, Kategorie: Bester Kurzroman
- Roger Zelazny, Permafrost, Leopard am Kilimandscharo, Kategorie: Beste Erzählung
- Greg Bear, Tangents, Tangenten, Kategorie: Beste Kurzgeschichte

- Locus Award

- Orson Scott Card, Speaker for the Dead, Sprecher für die Toten, Kategorie: Bester SF-Roman
- Gene Wolfe, Soldier of the Mist, Soldat des Nebels, Kategorie: Bester Fantasy-Roman
- Jack McDevitt, The Hercules Text, Erstkontakt, Kategorie: Bester Erstlingsroman
- Lucius Shepard, R&R, R&R auch: Fronturlaub, Kategorie: Bester Kurzroman
- David Brin, Thor Meets Captain America, Kategorie: Beste Erzählung
- Isaac Asimov, Robot Dreams, Kategorie: Beste Kurzgeschichte
- John Varley, Blue Champagne, Kategorie: Beste Sammlung
- Gardner Dozois, The Year's Best Science Fiction: Third Annual Collection, Kategorie: Beste Anthologie

- Kurd-Laßwitz-Preis

- Carl Amery, Die Wallfahrer, Kategorie: Bester Roman
- Karl Michael Armer, Umkreisungen, Kategorie: Beste Erzählung
- Rainer Erler, Play Future, Kategorie: Beste Kurzgeschichte
- Jerry Yulsman, Elleander Morning, Elleander Morning oder: Der Krieg, der nicht stattfand, Kategorie: Bestes ausländisches Werk
- Lore Straßl, Kategorie: Bester Übersetzer
- Ute Bauer, Olaf Rappold und Thomas Tilsner für SCIENCE FICTION MEDIA, Sonderpreis

- Philip K. Dick Award

- Patricia Geary, Strange Toys

- Booker Prize: Penelope Lively, Moon Tiger, dt. Moon Tiger
- Friedenspreis des Deutschen Buchhandels: Hans Jonas
- Ingeborg-Bachmann-Preis: Uwe Saeger, Ohne Behinderung, ohne falsche Bewegung
- Kurd-Laßwitz-Preis: Carl Amery, Die Wallfahrer
- Prix Goncourt: Tahar Ben Jelloun, La Nuit sacrée
- Pulitzer Prize for Drama: August Wilson, Fences
- Pulitzer Prize for Fiction: Peter Taylor, A Summons to Memphis
- Pulitzer Prize for Poetry: Rita Dove, Thomas and Beulah
- Nebula Award: Pat Murphy, The Falling Woman
- Bill Duthie Booksellers’ Choice Award: Doris Shadbolt, Bill Reid
- Dorothy Livesay Poetry Prize: Diana Hartog, Candy from Strangers
- Hubert Evans Non-Fiction Prize: Doris Shadbolt, Bill Reid
- Floyd S. Chalmers Award in Ontario History: Ian Radforth, Bushworkers and Bosses: Logging in Northern Ontario 1900–1980
- Marian Engel Award: Audrey Thomas
- Trillium Book Award: Michael Ondaatje, In the Skin of a Lion
- Premio Nadal: Juan José Saer, La ocasión
- Georg-Brandes-Preis: Bodil Wamberg, Johanne Luise Heiberg
- Søren-Gyldendal-Preis: Bjarne Reuter
- Kritikerprisen (Dänemark): Vita Andersen, Hva'for en hånd
- Weekendavisens litteraturpris: Peter Bastian, Ind i musikken, en bog om musik og bevidsthed
- Kritikerprisen (Norwegen): Odd Kvaal Pedersen, Narren og hans mester

## Neuerscheinungen
Belletristik
- Bischoff – eine Karriere – Theodor Schübel
- Blaue Linien auf transparenter Haut – Ryū Murakami
- The Bonfire of the Vanities – Tom Wolfe
- Ein Clochard mit schlechten Karten – Léo Malet
- The Commitments – Roddy Doyle
- Consider Phlebas – Iain M. Banks
- Drei traurige Tiger – Guillermo Cabrera Infante
- Eines Tages jetzt oder warum verändert Elisabeth Schleifenbaum ihr Leben – Rumjana Zacharieva
- Einfach unwiderstehlich – Bret Easton Ellis
- Die Einhornpirsch – Mike Resnick
- Der elektrische Mönch – Dirk Gentlys holistische Detektei – Douglas Adams
- The Hodgeheg – Dick King-Smith
- Der Hund kommt! – Christine Nöstlinger
- Im Nebel – Wassil Bykau
- Der Judaskuß – António Lobo Antunes
- Kein Ticket für den Tod – Léo Malet
- Das Lächeln des Jaguars – Salman Rushdie
- Der letzte Tag der Jugend – Antonio Delfini
- Mit einem Bein im Leben – Cordula Zickgraf
- Das Monstrum – Stephen King
- Norwegian Wood – Haruki Murakami
- Porte aperte – Leonardo Sciascia
- Replay – Das zweite Spiel – Ken Grimwood
- Sarum – Edward Rutherfurd
- Die schwarze Dahlie – James Ellroy
- Die Stunde der Patrioten – Tom Clancy
- Das Tabu der Totengeister – Tony Hillerman
- Eine Trompete im Wadi (OA) – Sami Michael
- Über die Verhältnisse – Barbara Frischmuth
- Weißes Rauschen – Don DeLillo
- Die Wolke – Gudrun Pausewang
- Zugespitzte Situation – Albrecht Franke

Drama
- Beethovens Zehnte (dt. EA) – Peter Ustinov
- Elisabeth II. – Thomas Bernhard
- Kein schöner Land – Felix Mitterer
- Toscana-Therapie – Robert Gernhardt

Kinder- und Jugendliteratur
- Der bunte Hund von Schreckenstein – Oliver Hassencamp
- Der Sportwettkampf von Schreckenstein – Oliver Hassencamp

Dokumentar- bzw. Sachliteratur
- Der Baum der Erkenntnis – Humberto R. Maturana und Francisco J. Varela
- Die Evolution der Kooperation – Robert Axelrod
- Furchtbare Juristen – Ingo Müller
- Der Krieg hat kein weibliches Gesicht – Swetlana Alexijewitsch
- The Rise and Fall of the Great Powers – Paul Kennedy
- Science-fiction: ein hoffnungsloser Fall mit Ausnahmen – Stanisław Lem (Essays)
- Türme – Paul Maar

## Geboren
- 06. Februar: François-Henri Désérable, französischer Schriftsteller
- 06. Mai: Max Czollek, deutscher Lyriker und Essayist
- 13. Mai: Nadja Spiegelman, US-amerikanische Schriftstellerin
- 06. Juni: Akwaeke Emezi, Belletristik verfassende Person nigerianischer Nationalität
- 02. Juli: Joachim Schnerf, französischer Schriftsteller
- 04. Dezember: Saskia Warzecha, deutsche Lyrikerin

### Genaues Datum unbekannt
- Kristin Eichhorn, deutsche Literaturwissenschaftlerin
- Pınar Karabulut, deutsche Theaterregisseurin
- Angela Lehner, österreichische Schriftstellerin
- Demian Lienhard, Schweizer Schriftsteller und Archäologe
- Barney Norris, britischer Schriftsteller und Dramatiker
- Johny Pitts, britischer Essayist und Fotograf
- Christoph Szalay, österreichischer Lyriker

## Gestorben

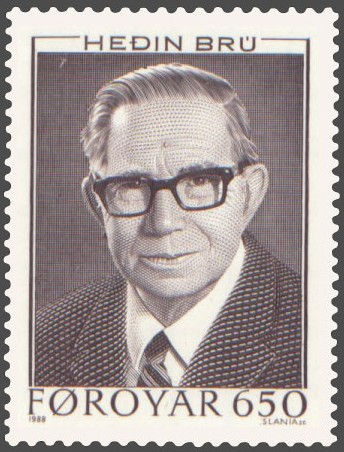
Heðin Brú auf einer Gedenkbriefmarke von 1988

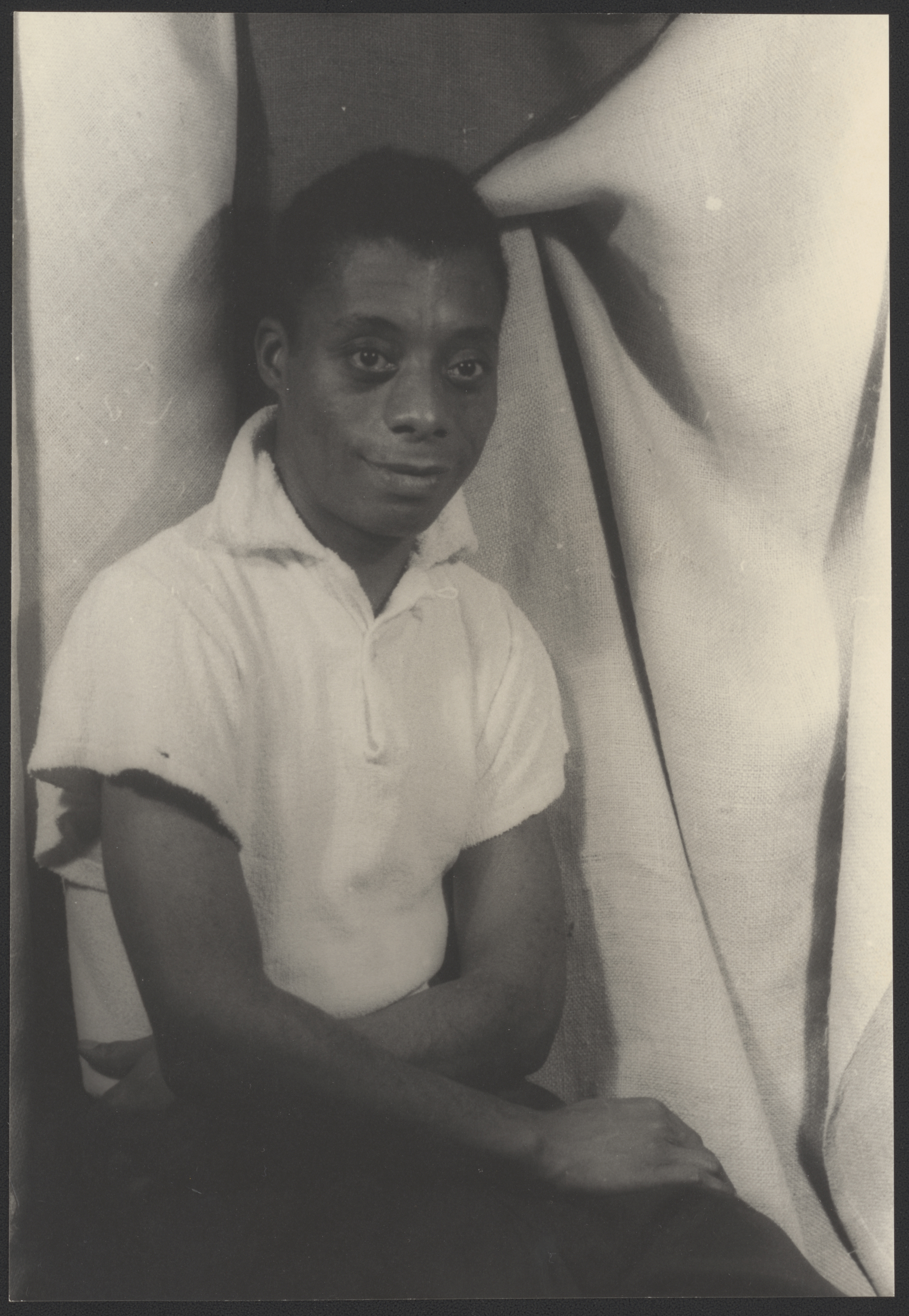
James Baldwin, fotografiert von Carl Van Vechten, 1955

- 31. Januar: Benno von Wiese, deutscher Germanist (* 1903)
- 02. Februar: Alistair MacLean, schottischer Schriftsteller (* 1922)
- 12. Februar: Rudolf Henz, österreichischer Schriftsteller; Programmdirektor des österreichischen Rundfunks (* 1897)
- 22. Februar: Glenway Wescott, US-amerikanischer Schriftsteller (* 1901)
- 28. Februar: Karl Emerich Krämer, deutscher Schriftsteller (* 1918)
- 31. März: Eugen Andergassen, österreichischer Schriftsteller (* 1907)
- 04. April: Catherine Lucile Moore, US-amerikanische Science-Fiction- und Fantasy-Autorin (* 1911)
- 01. Mai: Walther G. Oschilewski, deutscher Publizist, Lyriker und Kulturhistoriker (* 1904)
- 13. Mai: Richard Ellmann, US-amerikanischer Literaturwissenschaftler, Literaturkritiker und Biograf (* 1918)
- 18. Mai: Heðin Brú, färöischer Schriftsteller (* 1901)
- 19. Mai: James Tiptree junior, US-amerikanische Science-Fiction-Schriftstellerin (* 1915)
- 19. Juni: Michel de Saint-Pierre, französischer Schriftsteller und Essayist (* 1916)
- 23. Juni: Helmut Stellrecht, deutscher Politiker und Schriftsteller (* 1898)
- 05. August: Tatsuhiko Shibusawa, japanischer Schriftsteller (* 1928)
- 10. August: Uys Krige, südafrikanischer Dichter, Schriftsteller und Übersetzer  (* 1910)
- 11. August: Alexander Ziegler, Schweizer Schauspieler, Publizist und Schriftsteller (* 1944)
- 17. August: Carlos Drummond de Andrade, brasilianischer Lyriker (* 1902)
- 23. September: Maria Müller-Gögler, deutsche Schriftstellerin (* 1900)
- 26. September: Herbert Tichy, österreichischer Schriftsteller, Bergsteiger (* 1912)
- 30. September: Alfred Bester, US-amerikanischer Science-Fiction-Autor (* 1913)
- 03. Oktober: Jean Anouilh, französischer Schriftsteller (* 1910)
- 13. Oktober: Nilgün Marmara, türkische Dichterin (* 1958)
- 19. Oktober: Igor Newerly, polnischer Schriftsteller und Pädagoge (* 1903)
- 31. Oktober: Natalie Beer, österreichische Lyrikerin und Schriftstellerin (* 1903)
- 06. November: Sydney Morris Cockerell, britischer Buchbinder, Buchrestaurator und Papierdesigner (* 1906)
- 01. Dezember: James Baldwin, US-amerikanischer Schriftsteller (* 1924)
- 03. Dezember: Christine Busta, österreichische Lyrikerin (* 1915)
- 13. Dezember: Klaus Schädelin, Pfarrer, Politiker, Schriftsteller (* 1918)
- 17. Dezember: Marguerite Yourcenar, französischsprachige Schriftstellerin (* 1903)